# Dominique Siraut

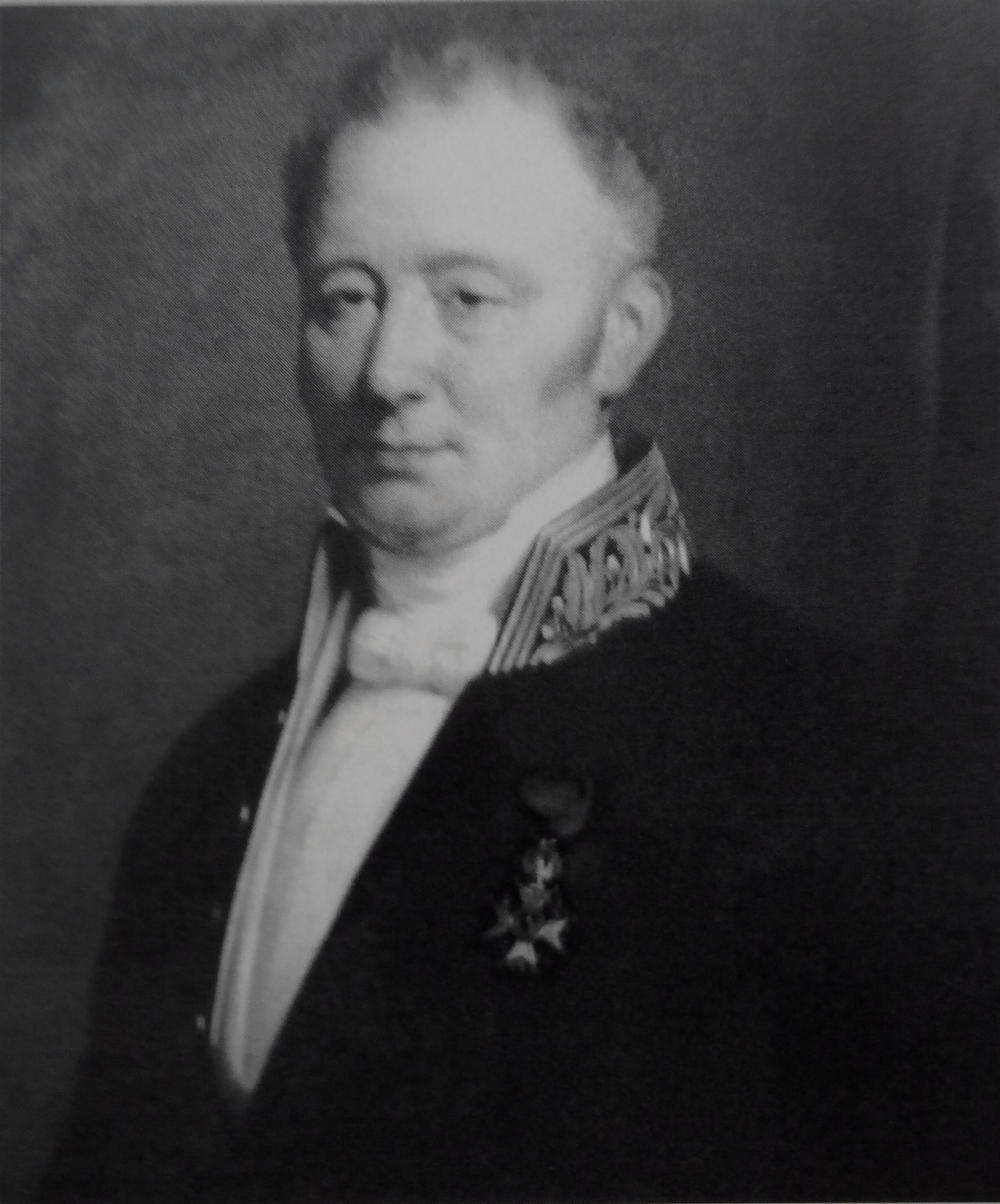
Portret van Dominique Siraut door Antoon Van Ysendyck.

Dominique Nicolas Joseph Siraut (Bergen, 10 augustus 1787 - 9 april 1849) was een Belgisch politicus.

## Levensloop
Hij was de zoon van advocaat Gilles Siraut, die tijdens het Verenigd Koninkrijk der Nederlanden lid was van de Provinciale Staten van Henegouwen en Henriette Tondeur.
Als licentiaat in de rechten aan de École de Droit in Brussel vestigde Siraut zich van 1810 tot 1816 en van 1832 tot aan zijn dood als advocaat in Bergen. In 1830 was hij tevens waarnemend rechter aan de rechtbank van eerste aanleg in Bergen en van 1816 tot 1831 was hij zaakgelastigde.
Siraut werd politiek actief voor de katholieken, waarna hij in 1848 naar de liberalen evolueerde. Van 1836 tot 1843 was hij provincieraadslid en voorzitter van de provincieraad van Henegouwen, van 1836 tot 1849 was hij gemeenteraadslid en burgemeester van Bergen en van 1843 tot aan zijn dood zetelde hij namens het arrondissement Bergen in de Belgische Senaat.
In 1816 trouwde hij in Bergen met Euphrosine Nicaise (1797-1873). Ze hadden een zoon, Louis Siraut (1822-1893), die in 1850 trouwde met zijn nicht Laure Siraut (1827-1906). Dit echtpaar had een zoon, die als kind overleed.
In 1847 werd hij in de Belgische erfelijke adel opgenomen, met de titel baron, overdraagbaar bij eerstgeboorte. Zijn neef Emile Siraut werd in 1886 in de adel opgenomen en erfde de baronstitel.